# Charpentieria septemplicata
Charpentieria septemplicata is een slakkensoort uit de familie van de Clausiliidae. De wetenschappelijke naam van de soort is voor het eerst geldig gepubliceerd in 1836 door Philippi.